# Aveyron (Loing)
Der Aveyron ist ein Fluss in Frankreich, der in den Regionen Bourgogne-Franche-Comté und Centre-Val de Loire verläuft.

## Flusslauf
Der Aveyron entspringt im Gemeindegebiet von Champcevrais, wird kurz nach seinem Ursprung im Étang de Châtre aufgestaut und zur Bewässerung des Schlossgartens des Château de Châtre genutzt. Er entwässert danach Richtung Nord bis Nordwest durch die Landschaft Gâtinais und mündet nach rund 30 Kilometern im Gemeindegebiet von Montbouy als rechter Nebenfluss in den Loing, der hier parallel zum Schifffahrtskanal Canal de Briare verläuft.
Auf seinem Weg durchquert der Aveyron die Départements Yonne und Loiret.

## Orte am Fluss
- Le Charme
- Saint-Maurice-sur-Aveyron
- La Chapelle-sur-Aveyron

## Sehenswürdigkeiten
- Château de Châtre, Wasserschloss aus dem 17. Jahrhundert
- Kloster Fontainejean, Klosterruinen aus dem 13. Jahrhundert